# Clavularia parva
Clavularia parva is een zachte koraalsoort uit de familie Clavulariidae. De koraalsoort komt uit het geslacht Clavularia. Clavularia parva werd in 1964 voor het eerst wetenschappelijk beschreven door Tixier-Durivault. 